# Pelteobagrus ussuriensis
Pelteobagrus ussuriensis es una especie de peces de la familia Bagridae en el orden de los Siluriformes.

## Morfología
• Los machos pueden llegar alcanzar los 100 cm de longitud total.

## Distribución geográfica
Se encuentra en la cuenca del río Amur.